# Neval
Neval is een merk van motorfietsen.
Neval Motorcycles, Hull. 
Engels bedrijf dat haar 123 cc motorfietsen sinds 1977 in Rusland laat bouwen. Men kan Neval eigenlijk meer beschouwen als importeur van machines van onder andere Jupiter, Minsk en Ural, maar de machines worden in veel gevallen wel aangepast aan de "Westerse" smaak. De Ural-motorfietsen worden als "Neval Soviet Knight" verkocht. Neval leverde in 2003 nog motorfietsen.